# David Paton Balfour
 (novembre 2017).
Pour les articles homonymes, voir Balfour (homonymie).
David Paton Balfour (12 juillet 1841 - 13 juillet 1894) est éleveur de mouton en Nouvelle-Zélande puis superviseur de la construction de routes et enfin mémorialiste.
Voir son portrait.

## Enfance
Il est né à Monikie (en), dans le Forfarshire, en Écosse le 12 juillet 1841.
Fils de David Balfour, un transporteur, et de sa femme, Jane Paton; 
Il commence comme vacher en Écosse mais, à la mort de sa mère, il émigre en 1856 en Australie avec son père, où il s’initie à l’élevage ovin dans une grande ferme d'Australie.

## L'aventure néo-zélandaise
Il vient tenter sa chance sans succès lors de la Ruée vers l'or d'Otago en 1862. 
Il travaille alors à l’élevage de moutons de la station de Moeraki sous la direction de William Guinness. Réalisant l’importance de l’éducation comme clé du succès, il entreprend des études du soir en 1864 et est diplômé en littérature, exerçant parrallèlent dans différents élevages de l’île du Sud. Quand William Guinness, qui possède la station de Moeangiangi dans la région de la Baie de Hawke lui propose le poste de superviseur, il arrive en 1866 à Napier. Il acquiert avec un associé George Farrow, le bail de la station de Kakariki, plus à l’intérieur des terres, mais l’effondrement du cours de la laine et les conflits avec les maoris du Mouvement HauHau ne l’épargne pas. Le 10 avril 1869, Te Kooti Arikirangi attaque le village de Mohaka, tuant plusieurs Pakeha et de nombreux Maori. Balfour était fortuitement absent, mais revint à temps pour enterrer les morts. Ruiné et abandonné par son associé, il accepta sans regret la proposition de George Carlyon en 1872 de diriger la station de Gwavas. En 1873, il est employé par John Kinross dans la station de Mangawhare. Il se maria avec Elizabeth Roberts le 18 novembre 1876 à Puketapu ; et ils eurent trois enfants.

## Fin de vie
Parallèlement à son activité agricole, Balfour étudia l’astronomie et la botanique, recueillant des plantes pour le botaniste William Colenso. Il réunit une importante bibliothèque, qu’il met à disposition des membres de la station dès 1878. Mais la dépression de 1880 compromet la prospérité de l’exploitation et Balfour est forcé de devenir superviseur pour la construction de routes. Il se noie à Puketapu le 13 juillet 1894 en voulant sauver un mouton tombé dans un égout.